# السياحة في بوليفيا

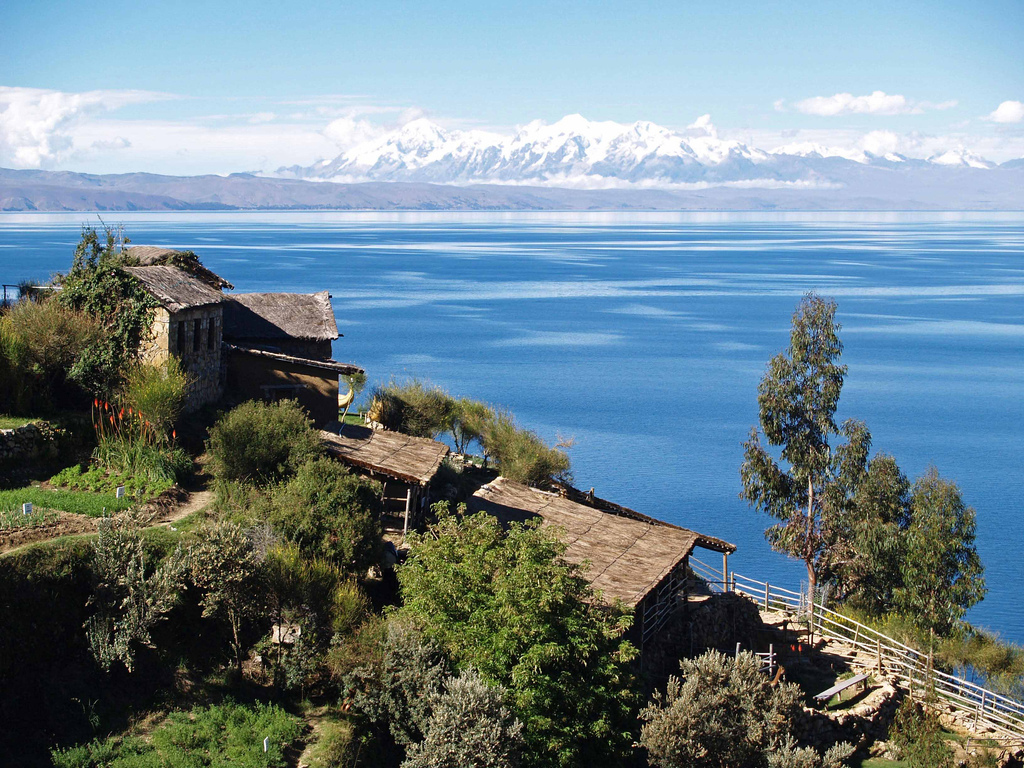
بحيرة تيتيكاكا

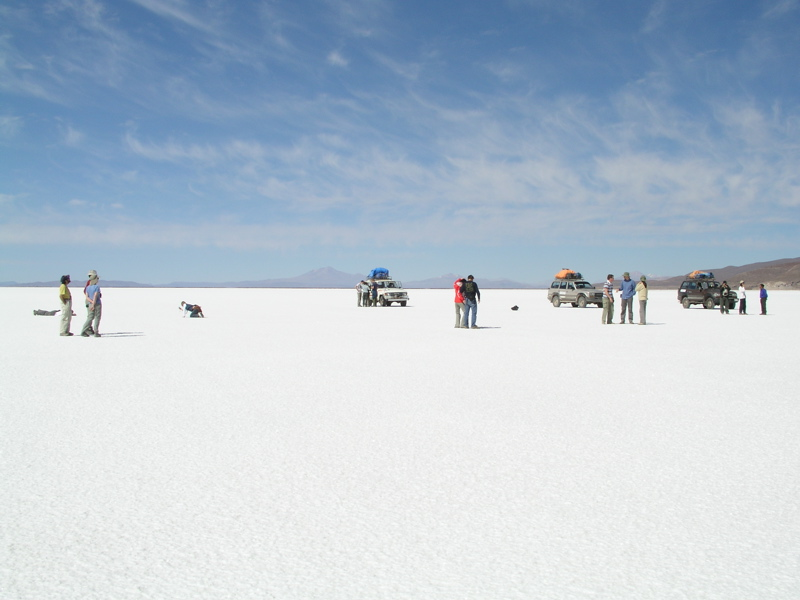
جزءٌ من سالار دو أويوني أكبر بحيرة مالحة في العالم

بوليفيا هو بلدٌ ذو إمكانات سياحية كبيرة لتوفرهِ على العديد من معالِم الجذب السياحي بسبب ثقافة البلد المتنوعة والمناطق الجغرافية الغنية بتاريخها وطعامها .

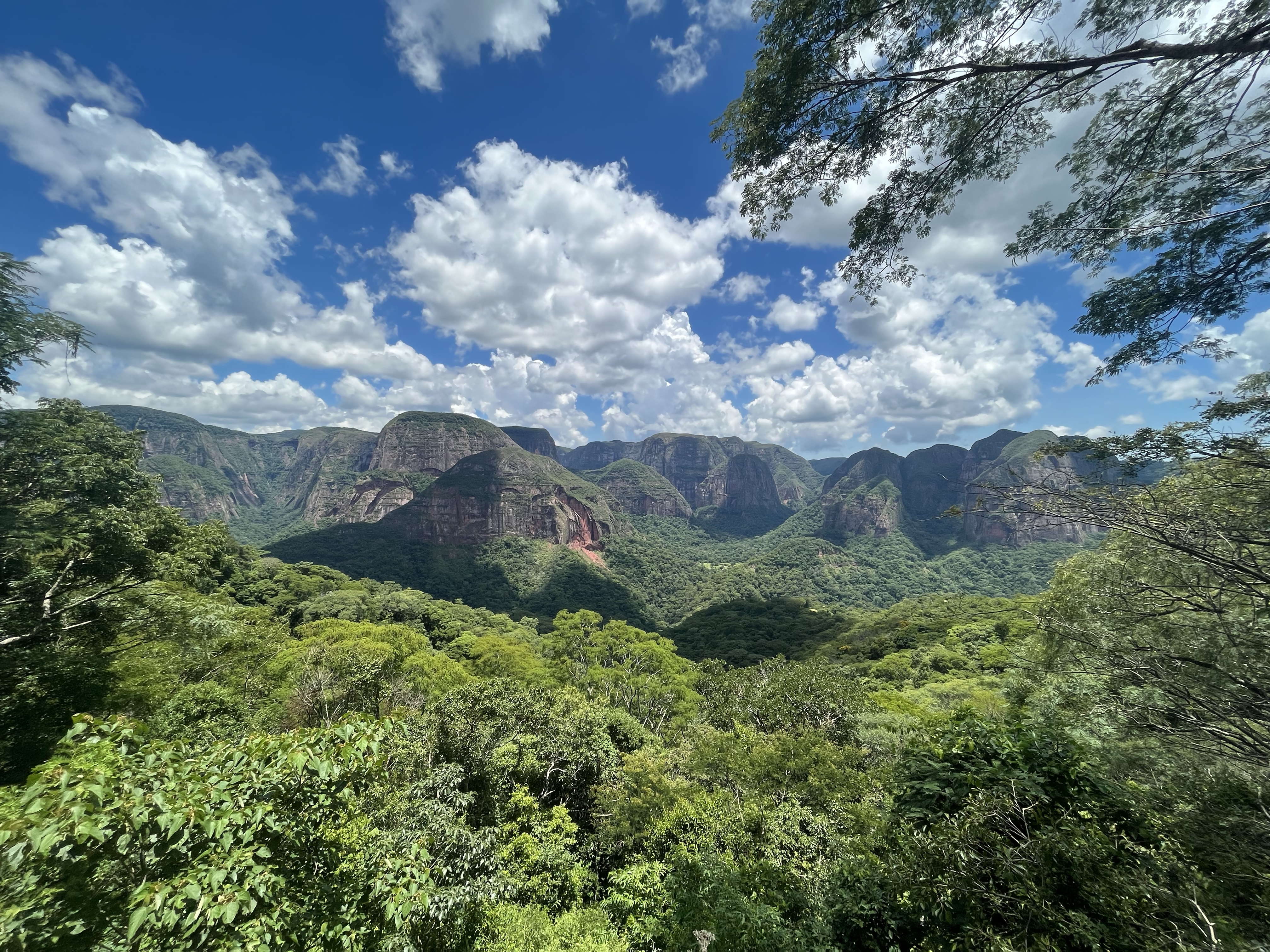
سلسلة جبال البراكين بالقرب من بلدة بيرميجو

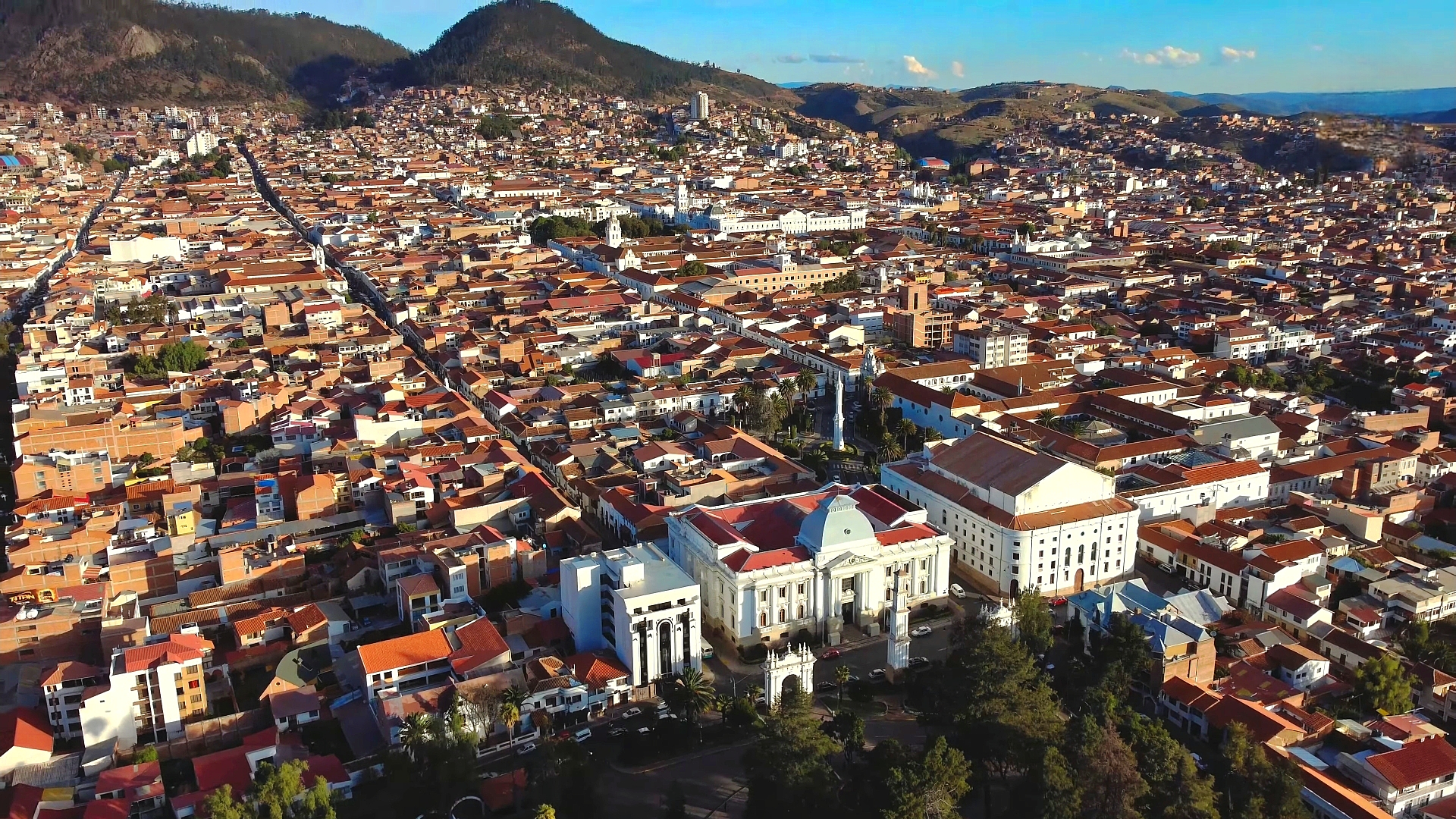
سوكري عاصمة بوليفيا

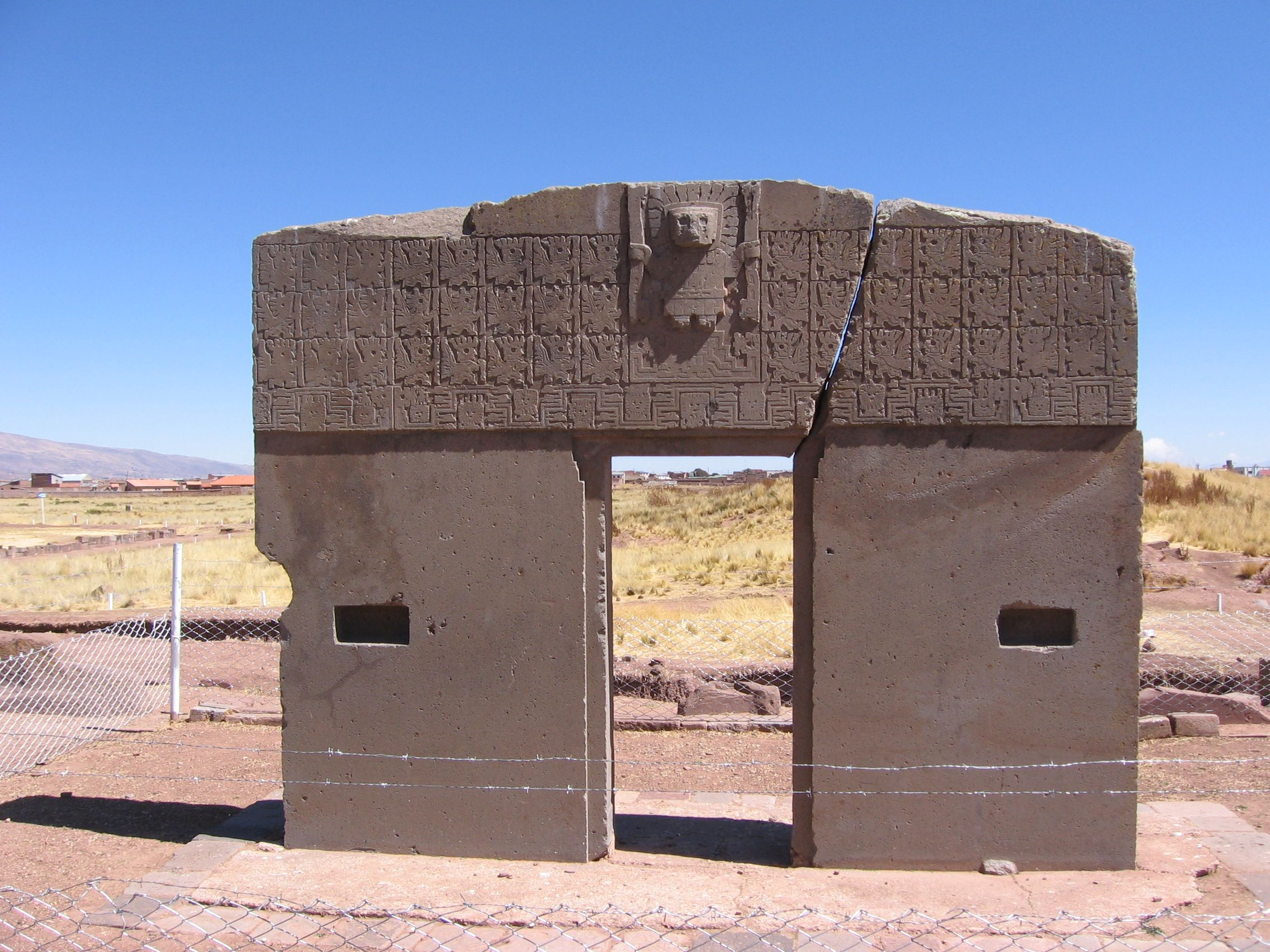
بوابة الشمس في تيواناكو

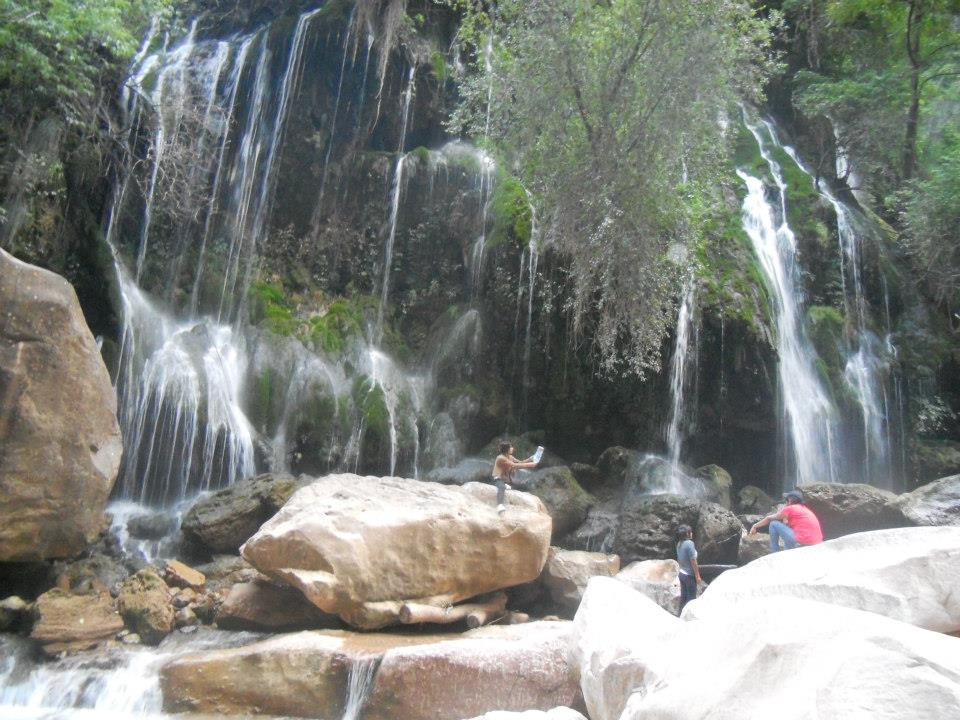
شلالٌ كبيرٌ في متنزه توروتورو الوطني

## إحصائيات الزوار
هنا جدولٌ منظمٌ بجنسيات الزوار الذين زاروا دولة بوليفيا في سنوات 2014، 2015 و2016:
| البلد            | 2016    | 2015    | 2014    |
| ---------------- | ------- | ------- | ------- |
| الأرجنتين        | 293458  | 238141  | 242075  |
| بيرو             | 271046  | 293466  | 314119  |
| تشيلي            | 104463  | 102624  | 116664  |
| البرازيل         | 86487   | 96205   | 101890  |
| الولايات المتحدة | 58403   | 59129   | 59871   |
| إسبانيا          | 37626   | 34066   | 33967   |
| فرنسا            | 33990   | 32620   | 33403   |
| ألمانيا          | 30238   | 34159   | 30182   |
| كولومبيا         | 29575   | 24314   | 25560   |
| باراغواي         | 19743   | 17585   | 18196   |
| المجموع          | 1177455 | 1131441 | 1180450 |

## التراث
يوجد في بوليفيا ستُّ مواقِع تُراث عالمي أعلنتها اليونسكو:
- أطلال مدينة تيواناكو وهي واحدةٌ من مهدِ الحضارة الإنسانية وأقدمها في جميعِ أنحاء الأمريكتان كما كانت موجودةٌ منذ حوالي 27 قرنًا.
- أصبحت مدينة بوتوسي المدينة التاريخية بآثارها الدينية والمدنية وشوارعها وشعبها وكذا من خلالِ معرضها الفخم الذي اكتشفته سيرو ريكو عام 1545 وصارَ «أيقونةً وطنية».
- غابة الأمازون وهي التي تُوصف بـ «الرئة العظيمة» للكوكب فضلًا عن كونها ملاذًا للحياة البرية.
  - منتزه نويل كيمب ميركادو الوطني الذي يتميَّزُ بتنوعه البيولوجي الكبير ويَقع على هضبةٍ كبيرةٍ تُغطِّيها الغابات الشاسعة والشلالات الرائعة.
  - حديقة ماديدي الوطنية وهي أكثر الأماكن تنوعًا في بوليفيا؛ حتَّى أن مجلة ناشيونال جيوغرافيك قد أعلنتها واحدةً من أفضل 20 مكانًا للزيارة في العالم.
  - منتزه تورو تورو الوطني حيثُ توجد الثروة الأثرية القديمة (آلاف آثار أقْدام الديناصورات) والكهوف والشلالات واللوحات الصخرية وغيرها من الأماكن المهمة.
- البعثات اليسوعية لشيكيتوس التي تُعتبر البعثات النَّشِطة الوحيدة لكل أمريكا الجنوبية.
- قلعة ساماي باتا وهي الصخرة الكبيرة التي نحتها الأنكا في سفوح جبال الأنديز كحدٍ لإمبراطوريته.
- كرنفال أورورو وهو المهرجان العظيم الذي يتمُّ فيهِ خلطُ الكاثوليكية مع الوثنية.

## مناطق مُميَّزة

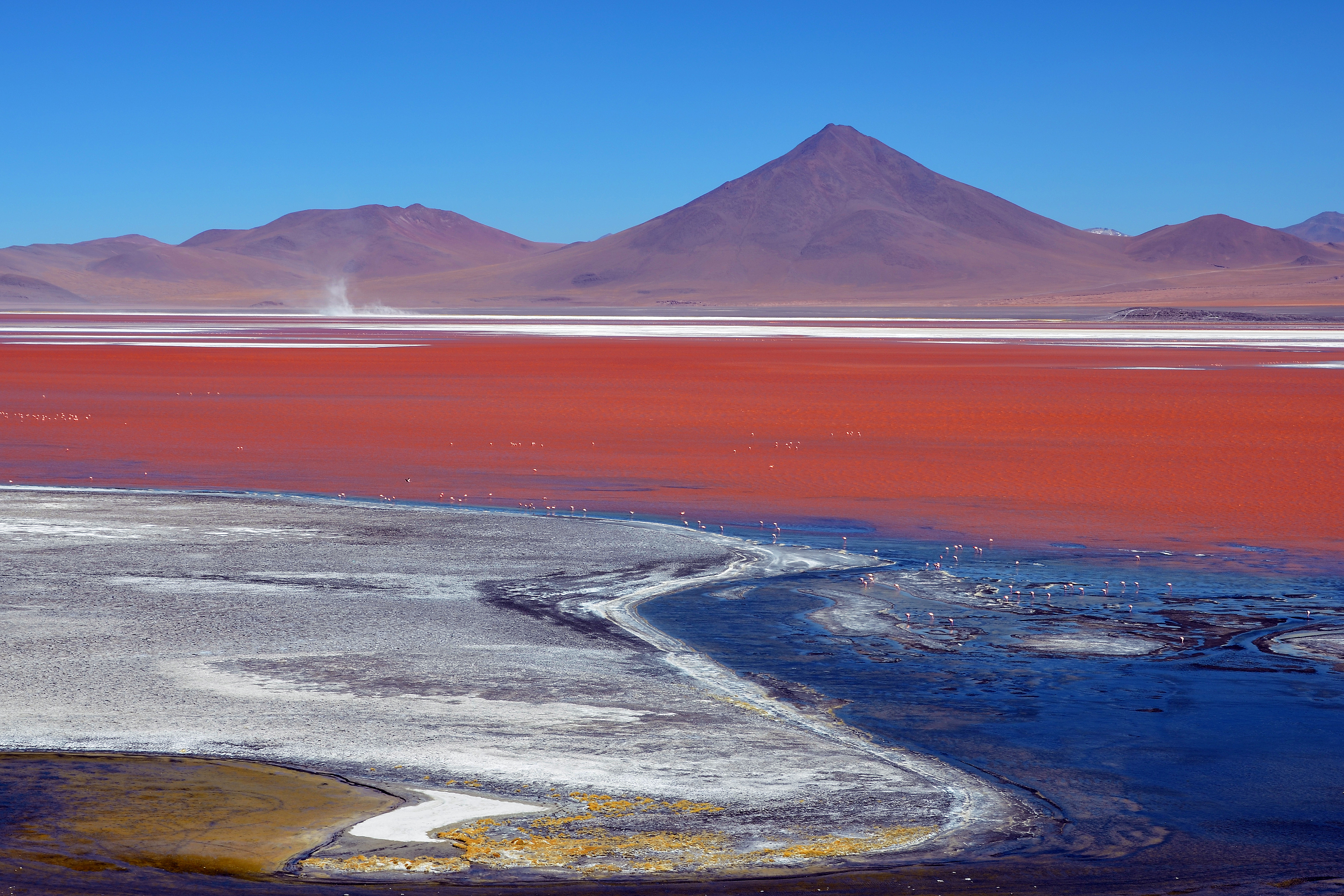
بحيرة اللاجون الأحمر

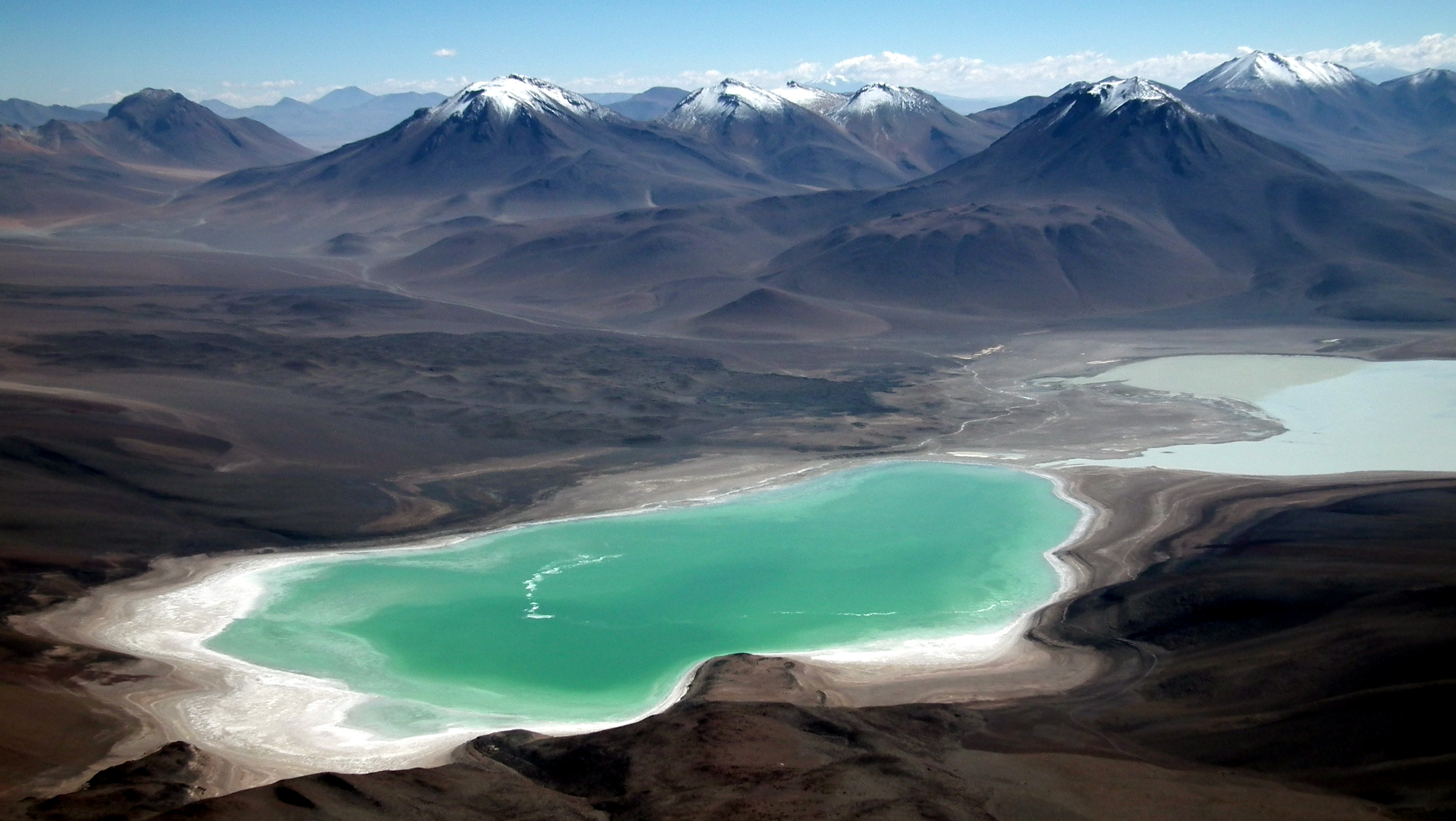
لاجونا فيردي (البحيرة الخضراء)

- بحيرة تيتيكاكا: هي أعلى بحيرة صالحة للملاحة في العالم.
  - جزيرة ديل سول وتُعتبر «مكانًا مقدسًا» لدى بعض البوليفيين لأنها مسقط رأس مؤسسي إمبراطورية الإنكا ومانكو كاباك وماما أوكلو
  - جزيرة دي لا لونا التي تعني (جزيرة القمر) وهي أيضًا «مكانٌ مقدسٌ» لبعض البوليفيين كونها تقعُ بالقربِ من جزيرة ديل سول.
  - كوباكابانا وهي بلدة صغيرة على ضفاف تيتيكاكا وتُعدُّ موطنًا للعذراء كوباكابانا التي توجت كملكةٍ لبوليفيا.
- جبال الأنديز: أكبر سلسلة جبال في العالم حيثُ تغطِّي قارةً بأكملها؛ وتضمُّ مناطق جذب سياحي:
  - أعلى منحدر للتزلج في العالم ويسمَّى تشاكالتايا
  - أعلى جبل في البلاد وهو نيفادو ساخاما مع أعلى غابة في العالم.
  - سالار دو أويوني وهي أكبرُ شققِ ملحٍ في العالم.
  - بوليفيا هي الدولة الوحيدة في العالم التي تمتلك الفندق الوحيد المصنوع بالكامل من الملح؛ والموجود في أويوني .
  - بُحيرة جرين لاك وكذا بحيرة اللاجون الأحمر ملاذٌ لنحام الأنديز كما تحتوي على واحدةٍ من أكبر البراكين النشطة في العالم.

- المدن التاريخية:

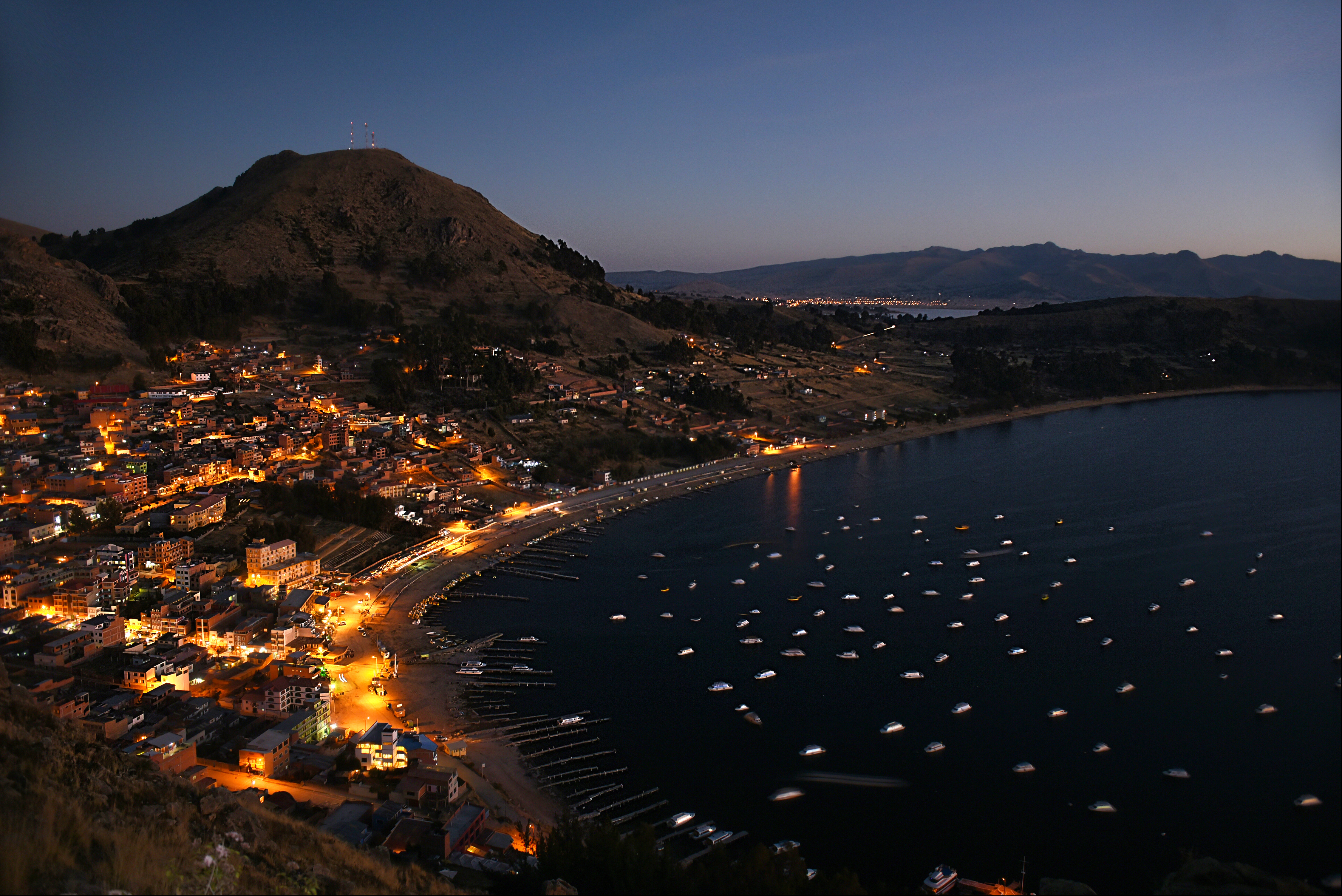
ساحل مدينة كوباكابانا على شاطئ بحيرة تيتيكاكا

  - بوتوسي مع سيرو ريكو التي كانت في السابق أكبر رواسب الفضة في العالم.
  - سوكري عاصمة الأسماء الأربعة والتي تعد أول «صرخة للحريّة» في أمريكا الجنوبية؛ كما أنها موطنٌ لواحدةٍ من أقدمِ الجامعات في الأمريكتين.
    - يعتبر موقع كال أوركو موقعًا قديمًا للحفريات ويُوجد في محجر مصنع للأسمنت في مقاطعة تشوكيساكا. هو أيضًا موقعُ آثارِ أقدام الديناصورات الأكثر أهمية في العالم؛ ويحتوي على أكثر من 5000 قدم من 294 نوعًا من الديناصورات.

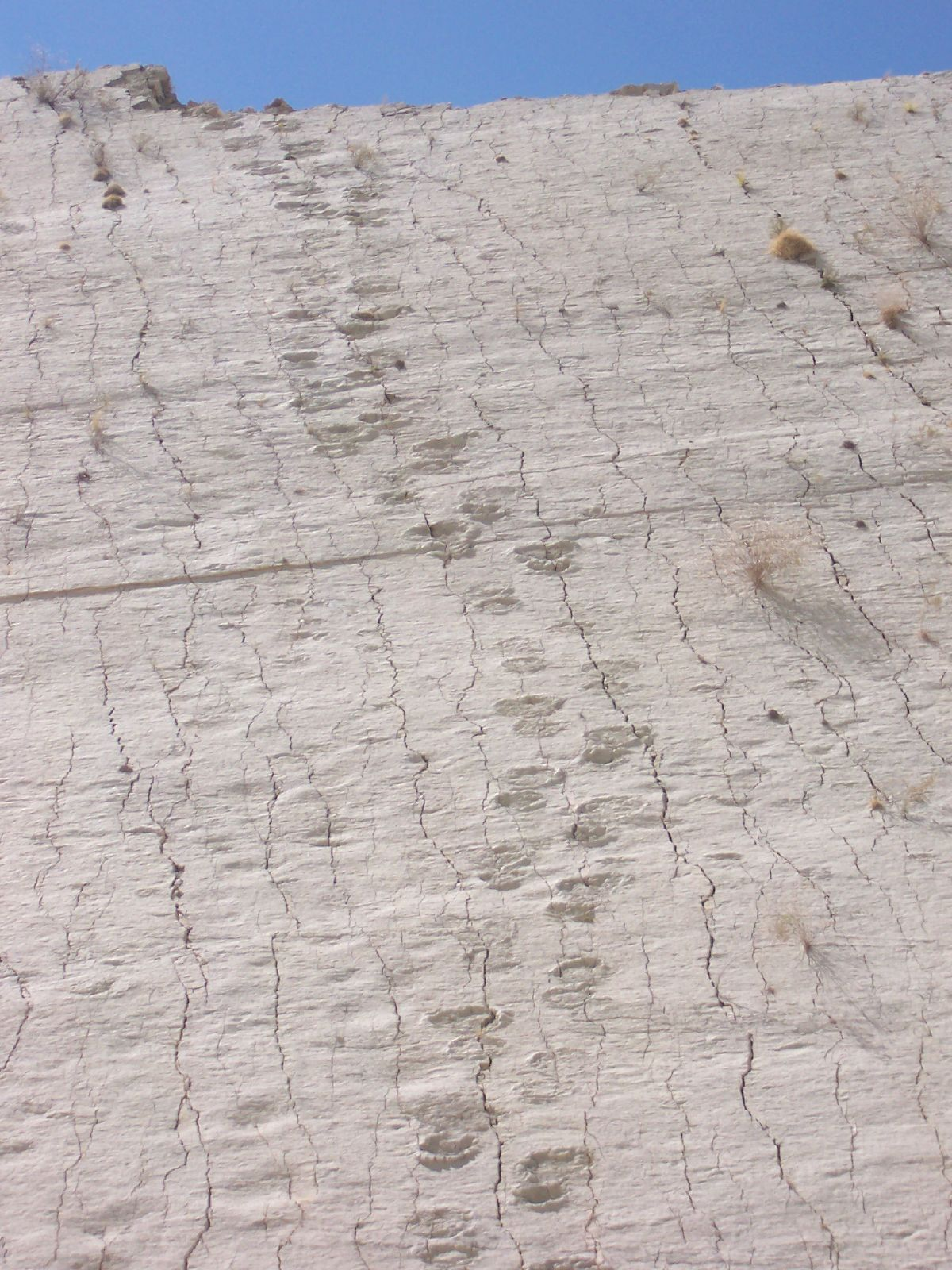
منظر لآثار الديناصورات في منتزه كال أوركو الطباشيري

- -     - كاسا دي لا ليبرتاد حيثُ يوجَد إعلان استقلال بوليفيا.
    - لا ريكوليتا وهو دير الفرنسيسكان.
- تُعتبر حديقة ماديدي الوطنية التي تعتبرها ناشيونال جيوغرافيك واحدةً من الأماكن التي يجبُ زيارتها في العالم جزءًا من دائرة السياحة في بوليفيا. تتميز بأنَّها واحدةً من أكثر الحدائق المتنوعة بيولوجيًا من حيثُ النباتات والحيوانات وكذلك المستويات البيئية لأنها تنتقلُ من الثلوج الدائمة إلى حوض الأمازون وتأوي المجتمعات العرقية في أراضيها.

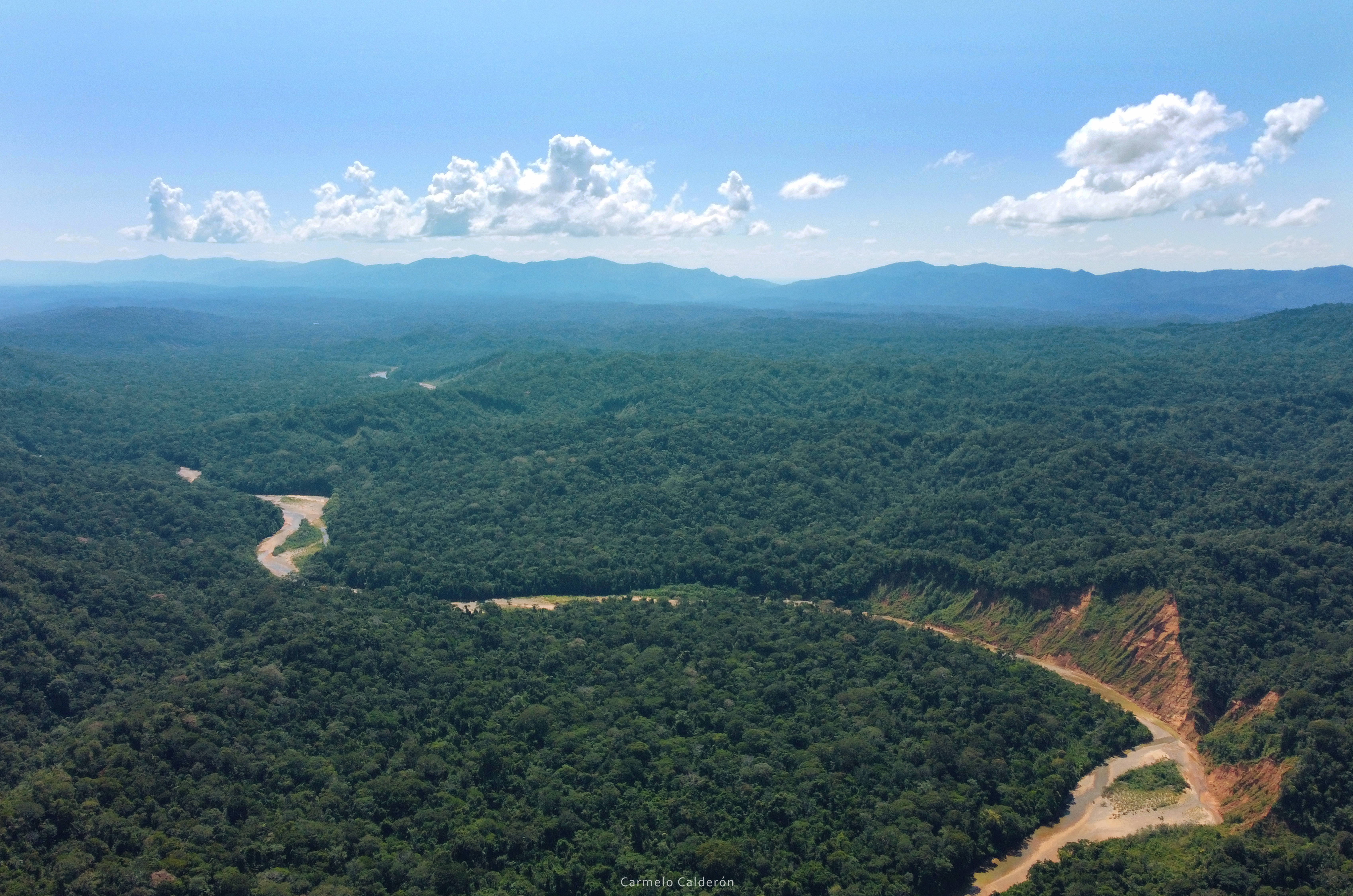
حديقة ماديدي الوطنية في لاباز

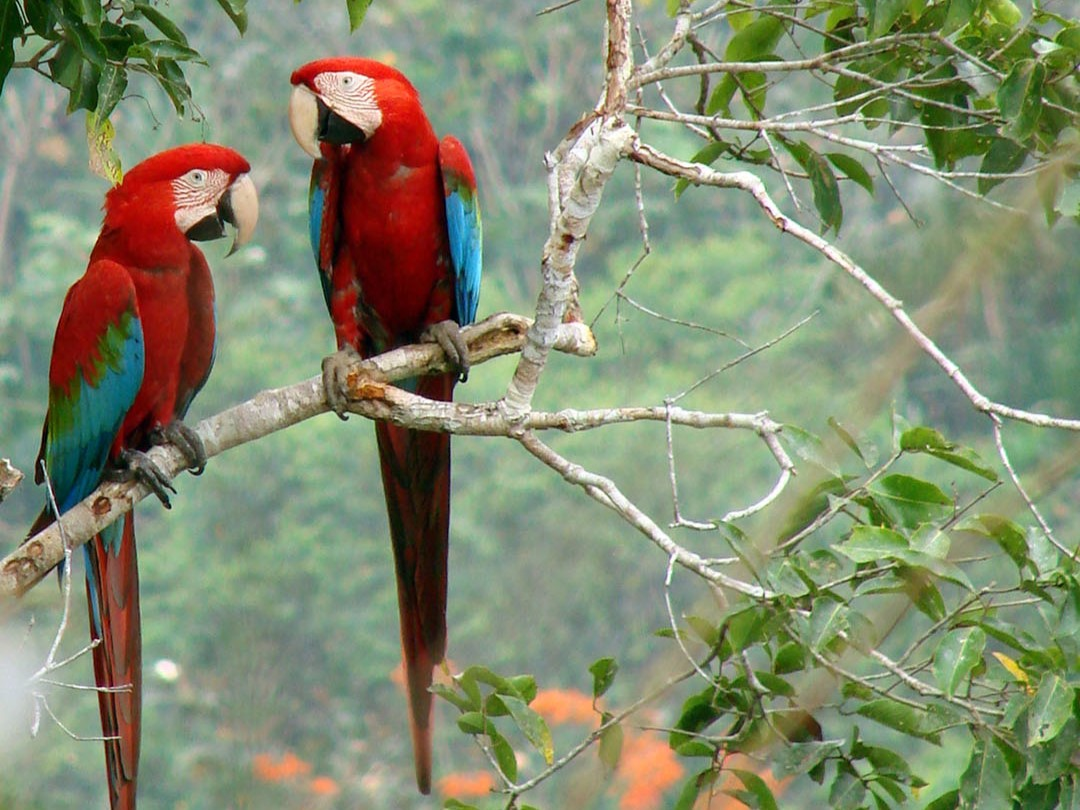
زوج من الببغاوات الحمراء والخضراء في منتزه ماديدي الوطني

- أُعلِنت حديقة نويل كيمب ميركادو الوطنية الواقعة في مقاطعة سانتا كروز في 13 كانون الأول/ديسمبر 1991 موقعًا للتراث العالمي.